# Bubendorf (Gemeinde Wolfsbach)
Bubendorf ist ein Dorf, eine Katastralgemeinde und eine ehemalige eigenständige Gemeinde im Bezirk Melk in Niederösterreich. Seit 1938 ist Bubendorf ein Teil der Marktgemeinde Wolfsbach im Mostviertel.

## Geografie
Das Dorf liegt drei Kilometer südlich von Wolfsbach an der Url und ist über die Landesstraße L88 erreichbar. Zur Katastralgemeinde bzw. ehemaligen Gemeinde zählen auch die Dörfer Adersdorf, Bierbaumdorf und Loosdorf, die Siedlung Pfarrhof, die Weiler Erkersdorf, Gansberg und Markstein, die Rotten Aich, Baumgarten, Erdberg Giebl, Höfart und Kirchweg sowie mehrere Einzellagen.

## Geschichte
Im Jahr 1822 wurde der Ort als Rotte mit insgesamt 92 einzelnen Häusern genannt, die nach Wolfsbach eingepfarrt war, wohin auch die Kinder eingeschult wurden. Die Herrschaft Sankt Peter in der Au besaß die Ortsobrigkeit und besorgte die Konskription. Die Landgerichtsbarkeit wurde von der Herrschaft Salaberg ausgeübt. Die Untertanen und Grundholde des Ortes gehörten den Herrschaften Sooß, Salaberg, Gleiß, Garsten, Seitenstetten, St. Pantaleon, Pfarre Waidhofen, St. Peter in der Au, Hagberg, Kröllendorf, Feyregg, Burg Enns und Freidegg. Der Franziszeischen Kataster von 1822 zeigt den Hauptort Bubendorf mit drei Vierkanthöfen.
Nach der Aufhebung der Grundherrschaften infolge der Revolution 1848 entstand um 1850 die Gemeinde Bubendorf. 1938 erfolgte die Zusammenlegung der drei ehemals selbständigen Gemeinden Bubendorf, Meilersdorf und Wolfsbach zur heutigen Gemeinde Wolfsbach.
Laut Adressbuch von Österreich waren im Jahr 1938 in der Ortsgemeinde Bubendorf zwei Bäcker, zwei Gastwirte, eine Landesproduktehändlerin, ein Rohproduktehändler, ein Schmied, zwei Schuster, ein Viktualienhändler, ein Wildbrethändler und mehrere Landwirte ansässig. Außerdem gab es mehrere Mühlen, einen Kunstdüngerhändler und Holzindustrie.

## Persönlichkeiten
- Johann Oberndorfer (1837–1910), Landwirt und Abgeordneter zum Österreichischen Abgeordnetenhaus